# ステファニー・ビアンキーニ
ステファニー・ビアンキーニ（Stefania Bianchini、1970年11月4日 - ）は、イタリアの女子プロボクサー、元キックボクサー。 初代WBC女子世界フライ級王者。ミラノ出身。

## 来歴
1996年1月4日、チヴィタヴェッキアでステファニー・ロッソーニと対戦し、4回判定勝ちを収めデビュー戦を勝利で飾った。
1998年7月10日、ミュンヘンでWIBF世界スーパーフライ級王者レジーナ・ハルミッヒと対戦し、プロ初黒星となる0-3の判定負けを喫し王座獲得に失敗した。
1999年5月4日、コペンハーゲンでWIBF欧州スーパーフライ級王座決定戦を行い、3-0（100-92、2者が98-93）の判定勝ちを収め王座獲得に成功した。 
2003年4月5日、ヴァレーゼでレカ・ケンプとEBU女子フライ級王座決定戦を行い、3-0の判定勝ちを収め王座獲得に成功した。
2003年12月17日、ベルガモでキャシー・ブラウンと対戦し、2-1の判定勝ちを収め2度目の防衛に成功した。
2004年7月16日、トスコラーノ＝マデルノでレカ・ケンプと対戦し、3-0（99-93、2者が98-92）の判定勝ちを収め3度目の防衛に成功した。
2005年3月19日、タポルツァでGBU女子世界フライ級王者ヴィクトリア・ミロとWIBF世界フライ級暫定王座決定戦で対戦し、1-2（94-97、94-96、96-94）の判定負けを喫しGBU王座獲得、WIBF暫定王座獲得に失敗した。 
2005年8月7日、リミニでキャシー・ブラウンとWBC女子世界フライ級初代王座決定戦を行い、3-0（2者が96-94、96-95）の判定勝ちを収め王座獲得に成功した。 
2006年5月12日、レッツァートでハガー・シュモールフェルド・ファイナーと対戦し、6回負傷判定勝ちを収め初防衛に成功した。
2006年11月4日、モンテカルロのサル･デ・エトワールで張喜燕と対戦し、1-1（94-96、95-95、97-92）の判定で引き分けたが2度目の防衛に成功した。 
2007年5月18日、ウーディネでマリア・ローサ・ターブソと対戦し、3-0（98-92、96-94、97-93）の判定勝ちを収め3度目の防衛に成功した。
2007年9月14日、アリアーノ・ネル・ポレージネでアイリーン・オルシェウスキーと対戦し、1-0（95-95、95-95、97-93）の判定で引き分けたが4度目の防衛に成功した。
2008年3月29日、フォルリでシモーナ・ガラッシと対戦し、0-3（92-98、91-98、90-99）の判定負けを喫し5度目の防衛に失敗、王座から陥落した。
2008年6月21日、パラッツォーロ・スッローリオでスヴェトラ・タスコーバと対戦し、6回判定勝ちを収め再起をに成功した。 
2008年10月24日、ミラノでWBC女子世界フライ級王者シモーナ・ガラッシと対戦し、0-3（2者が90-100、91-99）の判定負けを喫し王座返り咲きに失敗した。

## 獲得タイトル
- WIBF欧州スーパーフライ級王座
- EBU女子フライ級王座
- 初代WBC女子世界フライ級王座（防衛4）